# Municipo de Unión Cantinil
Municipo de Unión Cantinil är en kommun i Guatemala.   Den ligger i departementet Departamento de Huehuetenango, i den västra delen av landet, 200 km nordväst om huvudstaden Guatemala City.